# Cumulopuntia boliviana
Cumulopuntia boliviana, conocido comúnmente como puscaya, es una especie de planta suculenta perteneciente al género Cumulopuntia, dentro de la familia Cactaceae. Se distribuye por el noroeste de Argentina, Bolivia, norte de Chile y Perú, Habita desiertos de gran altitud en los Andes, donde forma cojines densamente armados con espinas de color marrón dorado. 

## Descripción
Cumulopuntia boliviana es una especie de cactus de crecimiento bajo que a menudo se ramifica lateralmente y forma cojines o montículos densos de hasta 100 cm de diámetro. Las tallos son articulados y están formados por segmentos de forma alargada a ovoide, con la epidermis de color verde claro. Son regordetes, miden de 3,5 a 7 cm de largo y de 3,5 a 4 cm de diámetro. Las hojas son diminutas, suelen ser cilíndricas y se caen prematuramente. Son ligeramente irregulares en la punta y la raíz que presentan es de tipo napiforme y gruesa.

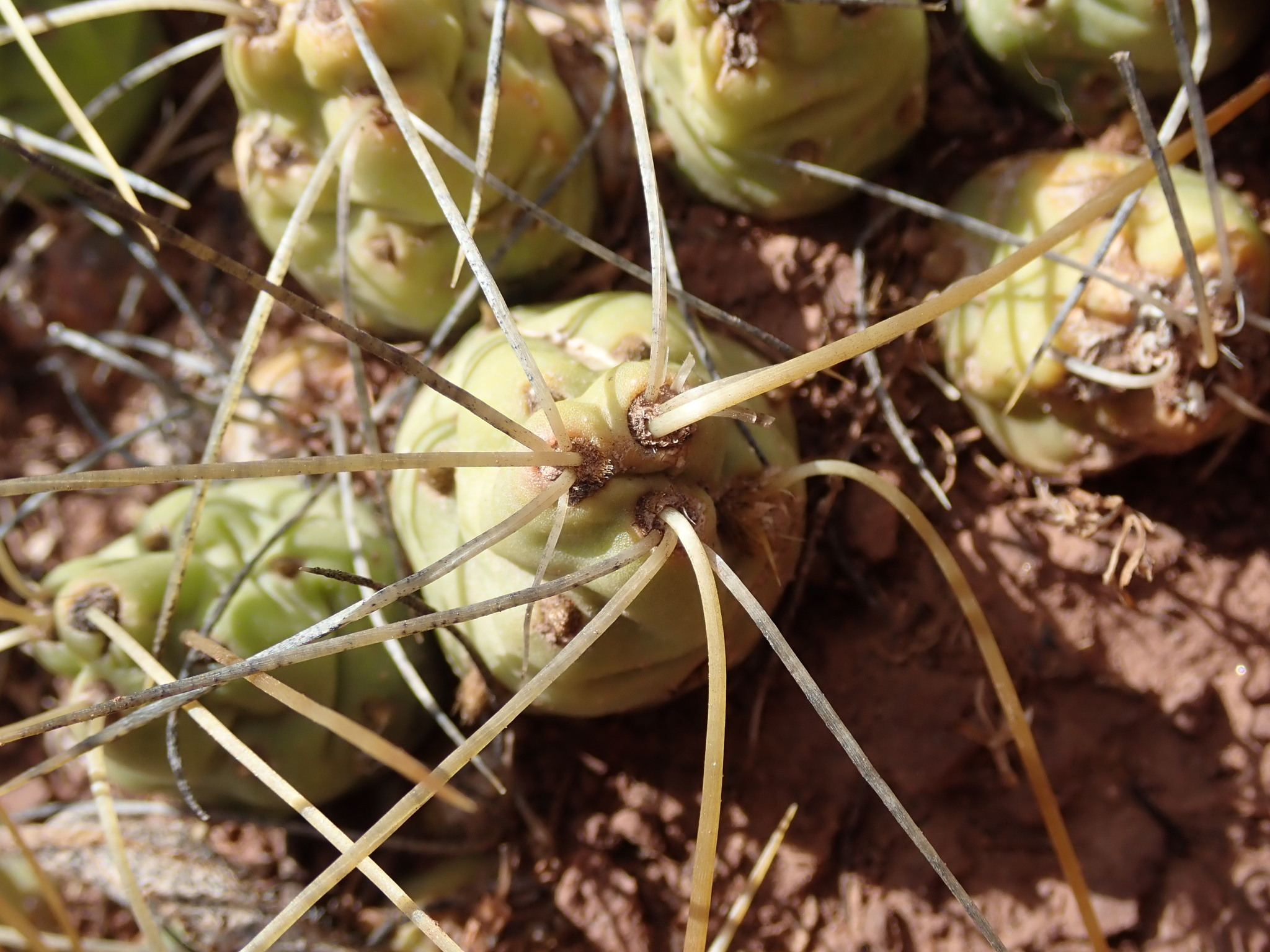
Detalle de las espinas

Los tallos están cubiertos de tubérculos, principalmente en las porciones superiores (apicales), y aunque al principio están bien delimitados, más tarde se aprecian tenuemente. Sobre ellos se asientan alrededor de 15 areolas, sobre todo cerca de las puntas de los segmentos. Son redondeadas, miden unos 4 mm de ancho y tienen un anillo de gloquidios de color amarillo parduzco. También presentan un pequeño centro lanoso de color blanco o amarillento.
Las espinas sólo están presentan en las areolas superiores que hay cerca de los ápices de los segmentos (las areolas basales no tienen espinas) y su número va de 1 a 10 (o más). Son erectas o algo extendidas, rectas, redondeadas o ligeramente comprimidas, algunas delgadas y flexibles. Inicialmente son de color amarillo dorado a marrón rojizo, pero con la edad se vuelven grises e incluso negras. A veces aparecen unas pocas espinas secundarias más cortas, de 3 a 10 mm de largo, de color blanquecino y erizadas, en forma de cerda.

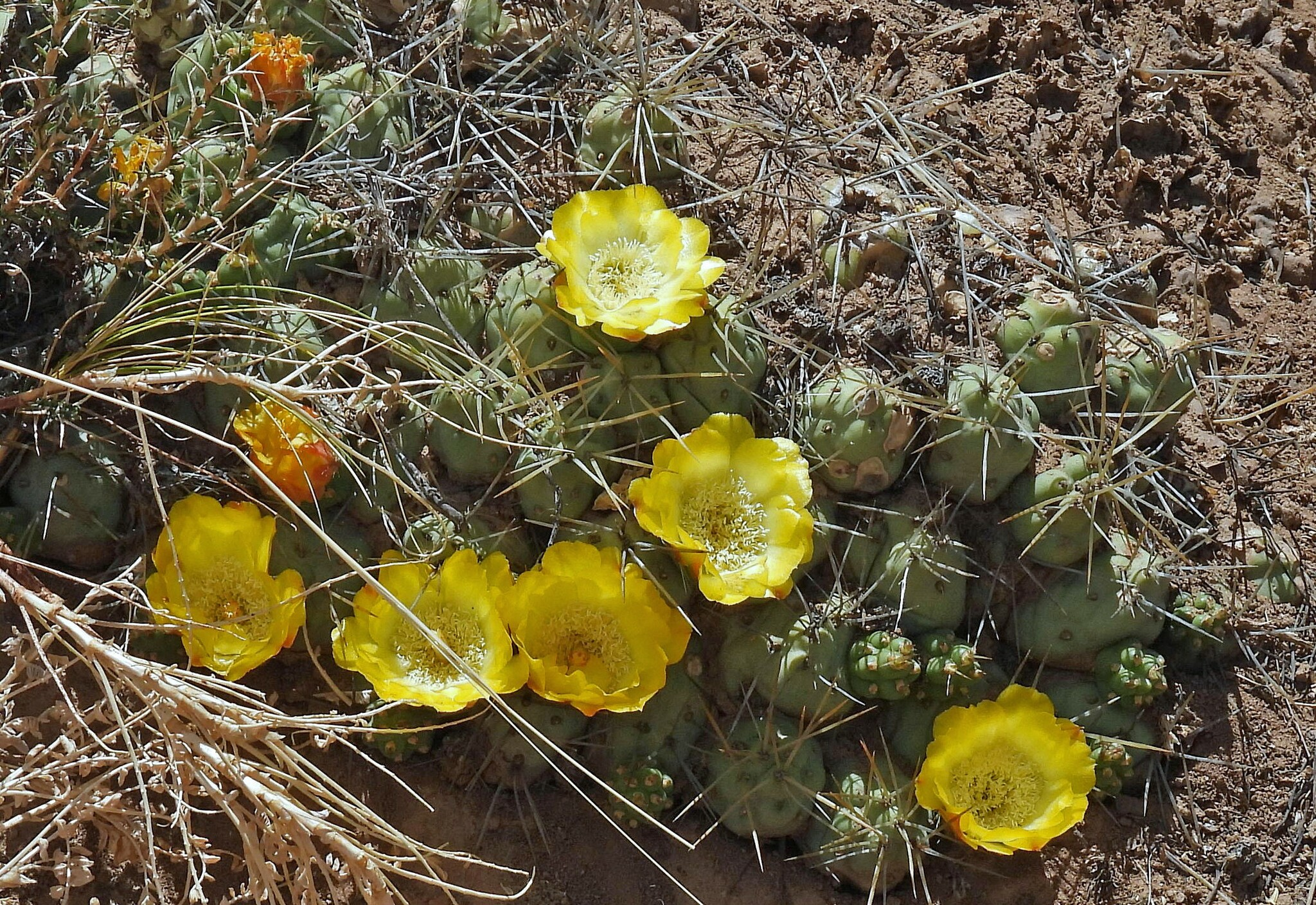
Plante en flor

Las flores se cierran por la noche, son de color amarillo (raramente naranjas, rosadas o rojas), miden de 4 a 5,5 cm de largo y de 5 a 6 cm de diámetro. Tienen pericarpelos erizados en la parte superior y los tépalos externos son de color amarillo pálido o ligeramente teñidos de rojo. Los estambres son sensibles y los filamentos tienen anteras de color amarillo claro.

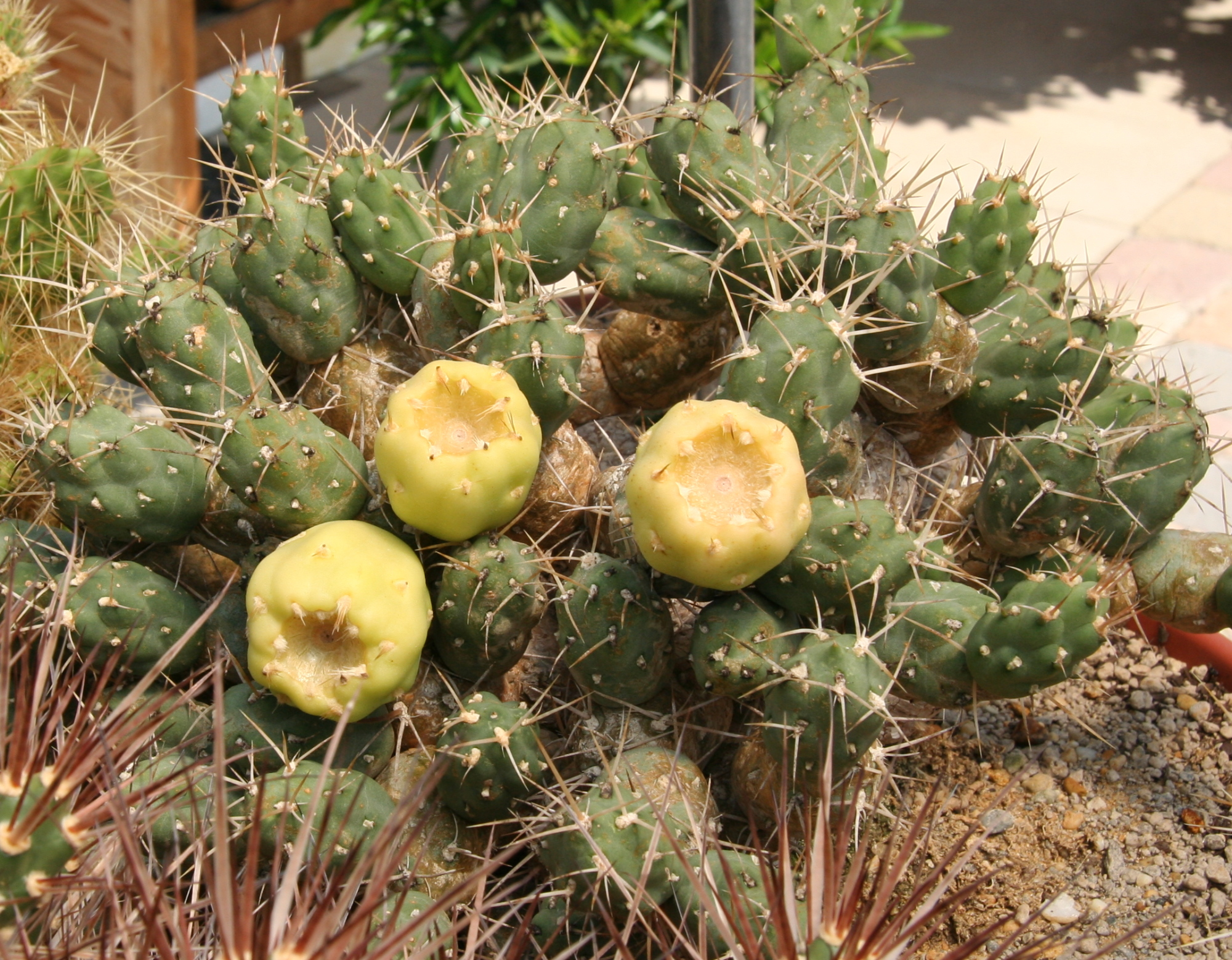
Detalle del fruto

Los frutos son casi esféricos, de color verde a amarillo y de unos 2 cm de largo. Tienen las paredes gruesas, son carnosos y sin espinas, aunque de vez en cuando tienen algunas cerdas. En su interior contienen semillas casi esféricas y de color marrón con una notoria franja de color más blanquecina.

## Distribución y hábitat
El área de distribución nativa de esta especie es el noroeste de Argentina, Bolivia, norte de Chile y Perú. crece principalmente en biomas desérticos o de matorral seco, a elevaciones de 2000 a 4400 metros sobre el nivel del mar.
Esta especie crece en grandes altitudes cerca de la línea de los altos Andes en áreas algo secas donde la sequía puede durar de 3 a 5 meses. Está presente en áreas totalmente expuestas al sol, generalmente en áreas planas o laderas orientadas al norte. Nunca se encuentra sobre rocas, sino más bien en suelos arenosos.

## Taxonomía
La primera descripción de esta especie fue como Opuntia boliviana, publicada en 1845 por el botánico alemán Joseph de Salm-Reifferscheidt-Dyck en la revista científica Allgemeine Gartenzeitung 13: 387.
Posteriormente, el botánico alemán Friedrich Ritter colocó la especie en el género Cumulopuntia, pasando a llamarse Cumulopuntia boliviana y anotando estos cambios en la revista científica Kakteen in Südamerika 2: 492 en el año 1980.
Etimología
- Cumulopuntia: nombre genérico formado por dos palabras: el sustantivo latino cumulus (que significa 'cúmulo', 'montón' o 'masa amontonada') y el género Opuntia, (con el que el género tiene similitudes), haciendo referencia al crecimiento de la planta en forma de montones de tallos apilados.
- boliviana: epíteto específico geográfico que hace referencia a su localización en Bolivia.[7]

### Subespecies
Actualmente se distinguen cuatro subespecies:
| Imagen | Subespecie                                                            | Descripción                                                                                      | Distribución                                          |
| ------ | --------------------------------------------------------------------- | ------------------------------------------------------------------------------------------------ | ----------------------------------------------------- |
|        | Cumulopuntia boliviana subsp. boliviana                               | Matas muy densas y frutos de 2 cm de largo.                                                      | Noroeste de Argentina, Bolivia, norte de Chile y Perú |
|        | Cumulopuntia boliviana subsp. dactylifera (Vaupel) D.R.Hunt           | Tubérculos más marcados, espinas más cortas (a veces ausentes) y frutos alargados de hasta 5 cm. | Bolivia y Perú                                        |
|        | Cumulopuntia boliviana subsp. echinacea (F.Ritter) D.R.Hunt           | Matas ligeramente menos densas y flores de color amarillo limón.                                 | Norte de Chile                                        |
|        | Cumulopuntia boliviana subsp. flexibilispina (Hoxey & M.Lowry) Guiggi | Matas con las espinas flexibles.                                                                 | Bolivia                                               |

Sinonimia
- Sinónimos de Cumulopuntia boliviana subsp. boliviana:
  - Cumulopuntia famatinensis F.Ritter, 1980
  - Cumulopuntia fulvicoma (Rauh & Backeb.) E.F.Anderson, 1999
  - Cumulopuntia galerasensis F.Ritter, 1981
  - Cumulopuntia pampana F.Ritter, 1980
  - Cumulopuntia pentlandii (Salm-Dyck) F.Ritter, 1980
  - Cumulopuntia pentlandii var. colchana (Cárdenas) F.Ritter, 1980
  - Cumulopuntia pyrrhacantha (K.Schum.) F.Ritter, 1981
  - Maihueniopsis pentlandii (Salm-Dyck) R.Kiesling, 1984
  - Opuntia asplundii (Backeb.) G.D.Rowley, 1958
  - Opuntia backebergii G.D.Rowley, 1958
  - Opuntia chichensis var. colchana (Cárdenas) G.D.Rowley, 1958
  - Opuntia cucumiformis Griffiths, 1916
  -  Opuntia fulvicoma (Rauh & Backeb.) G.D.Rowley, 1958
  - Opuntia galerasensis (F.Ritter) D.R.Hunt, 1997
  - Opuntia pentlandii Salm-Dyck, 1845
  - Opuntia pentlandii var. fuauxiana (Backeb.) G.D.Rowley, 1958
  - Opuntia pyrrhacantha K.Schum., 1898
  - Opuntia pyrrhacantha var. leucolutea (Backeb.) G.D.Rowley, 1958
  - Opuntia rarissima (Backeb.) G.D.Rowley, 1958
  - Opuntia rossiana var. fuauxiana (Backeb.) Kiessling, 2000
  - Opuntia subinermis Backeb., 1935
  - Opuntia wilkeana (Backeb.) G.D.Rowley, 1958
  - Tephrocactus albiscoparius Backeb., 1962
  - Tephrocactus asplundii Backeb., 1956 publ. 1957
  - Tephrocactus catacanthus Backeb., 1963
  - Tephrocactus chichensis var. colchanus Cárdenas, 1952
  - Tephrocactus curvispinus Backeb., 1977
  - Tephrocactus flexispinus Backeb., 1963
  - Tephrocactus fulvicomus Rauh & Backeb., 1956 publ. 1957
  - Tephrocactus melanacanthus Backeb., 1963
  - Tephrocactus microclados Backeb., 1962
  - Tephrocactus minor Backeb., 1953
  - Tephrocactus neopentlandii Y.Itô, 1981
  - Tephrocactus pentlandii (Salm-Dyck) Backeb., 1936
  - Tephrocactus pentlandii var. adpressus Backeb., 1966
  - Tephrocactus pentlandii var. fuauxianus Backeb., 1953
  - Tephrocactus pyrrhacanthus (K.Schum.) Backeb., 1958
  - Tephrocactus pyrrhacanthus var. leucoluteus Backeb., 1956 publ. 1957
  - Tephrocactus rarissimus Backeb., 1936
  - Tephrocactus subinermis (Backeb.) Backeb., 1936
  - Tephrocactus virgultus Backeb., 1966
  - Tephrocactus wilkeanus Backeb., 1936

- Sinónimos de Cumulopuntia boliviana subsp. dactylifera:
  - Cumulopuntia dactylifera (Vaupel) E.F.Anderson, 1999
  - Cumulopuntia pentlandii var. dactylifera (Vaupel) F.Ritter, 1980
  - Opuntia cylindrarticulata (Cárdenas) G.D.Rowley, 1958
  - Opuntia dactylifera Vaupel, 1913
  - Opuntia duvalioides (Backeb.) G.D.Rowley, 1958
  - Opuntia duvalioides var. albispina (Backeb.) G.D.Rowley, 1958
  - Opuntia noodtiae (Backeb. & H.Jacobsen) G.D.Rowley, 1958
  - Tephrocactus cylindrarticulatus Cárdenas, 1952
  - Tephrocactus dactylifer (Vaupel) Backeb., 1958
  - Tephrocactus duvalioides Backeb., 1953
  - Tephrocactus duvalioides var. albispinus Backeb., 1953
  - Tephrocactus noodtiae Backeb. & H.Jacobsen, 1956 publ. 1957

- Sinónimos de Cumulopuntia boliviana subsp. echinacea:
  - Cumulopuntia echinacea (F.Ritter) F.Ritter, 1980
  - Maihueniopsis boliviana subsp. echinacea (F.Ritter) Faúndez & R.Kiesling, 2007
  - Opuntia echinacea (F.Ritter) A.E.Hoffm., 1989
  - Tephrocactus echinaceus F.Ritter, 1964

- Sinónimos de Cumulopuntia boliviana subsp. flexibilispina:
  - Cumulopuntia flexibilispina Hoxey & M.Lowry, 2021

## Estado de conservación

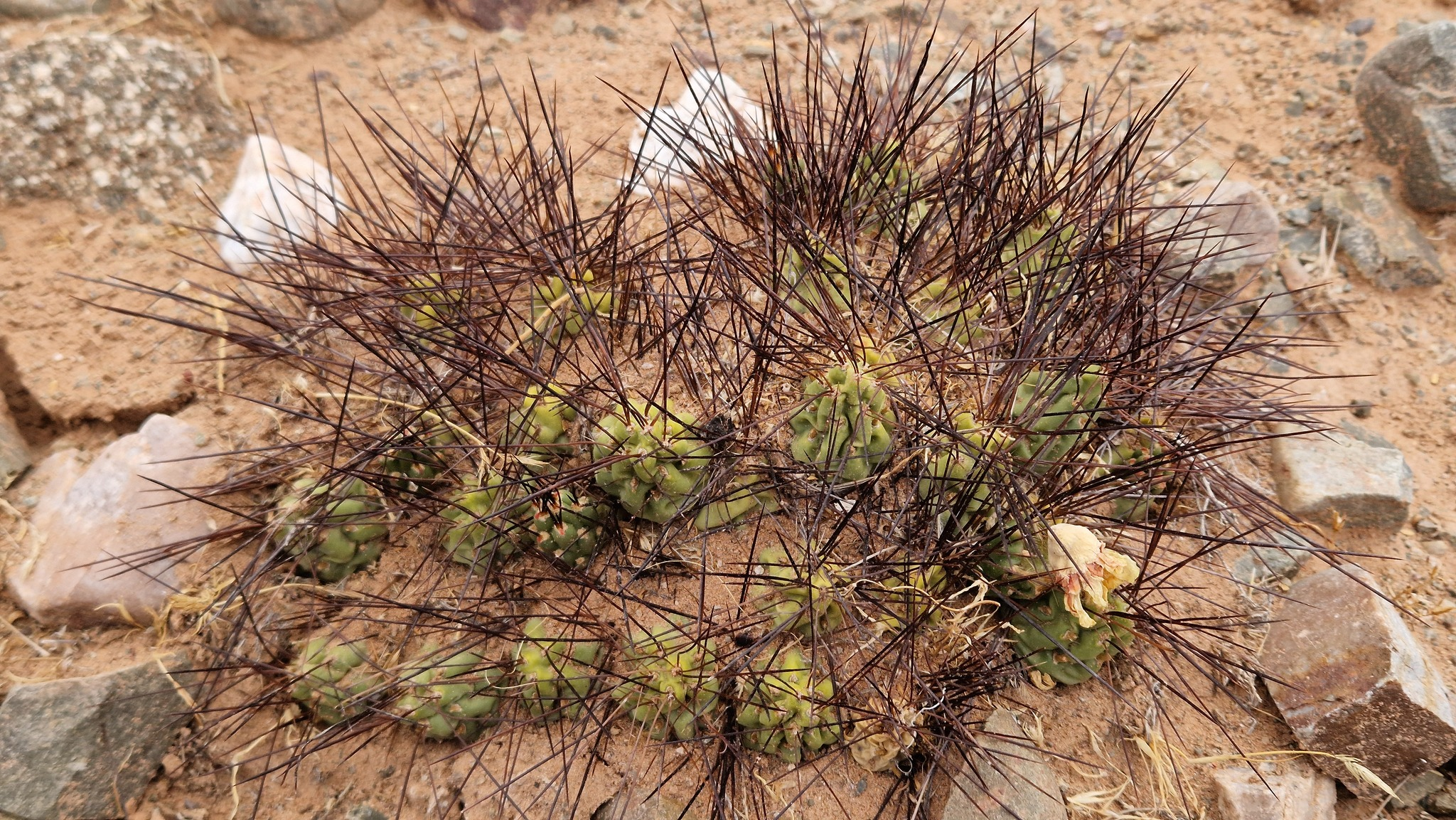
Planta en su hábitat

En la Lista Roja de Especies Amenazadas de la UICN, la especie está clasificada como de “Preocupación Menor (LC)”.
No se conocen amenazas importantes para la conservación de esta especie, sin embargo, excepcionalmente los camélidos del Nuevo Mundo, tanto silvestres como domesticados, se alimentan de esta especie.

## Usos
Se cultiva principalmente como planta ornamental y su propagación se realiza a través de esquejes o semillas.
No soporta el calor constante y necesita de un lugar absolutamente aireado y soleado. Se debe utilizar una mezcla de compost con buen drenaje y las maceta debe de ser profunda, para así acomodar su gran raíz pivotante. La planta tolera bajas temperaturas (-8 °C) y puede tolerar nevadas ocasionales hasta un par de semanas al año.